# Guilherme Augusto de Brito Capelo
Guilherme Augusto de Brito Capelo (em grafia antiga Capello) (5 de Agosto de 1839 — 21 de Março de 1926) foi um militar da Armada Portuguesa, onde atingiu o posto de vice-almirante, explorador, cientista e administrador colonial.

## Biografia
Guilherme de Brito Capello nasceu em 5 de Agosto de 1839. Era irmão de Hermenegildo Capelo.
Alistou-se na Marinha Portuguesa em 1853 tendo, entre outros, comandado as canhoneiras Guadiana e Sado, corvetas Rainha de Portugal, Alfonso de Albuquerque e Duque da Terceira. Foi o primeiro comandante do cruzador D. Carlos.
Guilherme Capelo fez parte da expedição de 1860 ao Quiambo e foi o comandante da força marítima no ataque de Caconda.
Entre outras distinções, Capello foi feito Grande-Oficial da Ordem de S. Bento de Aviz, Comendador da Ordem da Torre e Espada, Cavaleiro da Ordem de S. Thiago, para além da Grã-Cruz do Mérito Naval de Espanha.
Guilherme Capelo foi governador-geral de Angola e exerceu também o cargo de Comissário Régio em Angola entre 18 de junho de 1896 e 15 de fevereiro de 1897.
[carece de fontes?]